# Monnina involuta
Monnina involuta är en jungfrulinsväxtart som beskrevs av Ramón Alejandro Ferreyra. Monnina involuta ingår i släktet Monnina och familjen jungfrulinsväxter. Inga underarter finns listade i Catalogue of Life.